# Lengthens FC
El Lengthens FC es un equipo de fútbol de Zimbabue que juega en la División 1 de Zimbabue, la segunda liga de fútbol más importante del país.

## Historia
Fue fundado en el año 2002 en la ciudad de Kuwadzana, cerca de la capital Harare, sede cuando juegan en casa. Nuca ha sido campeón de la Liga Premier, a la cual ascendió por primera ocasión en la Temporada 2006. Tampoco ha ganado título alguno en Zimbabue, aunque fue finalista de la Copa Copa Super 8 en el año 2009.
A nivel internacional ha participado en 1 torneo continental, en la Copa Confederación de la CAF del año 2010, donde fue eliminado en la Primera Ronda por el Simba SC de Tanzania.
Descendió en la Temporada 2010 al ubicarse en la 13.ª posición entre 16 equipos (descienden los últimos 4 equipos de la Tabla General).

## Palmarés
- Copa Super 8: 0
  - Finalista: 1

2009

## Participación en competiciones de la CAF
| Temporada | Torneo                       | Ronda      | Club     | Casa | Visita | Global |
| --------- | ---------------------------- | ---------- | -------- | ---- | ------ | ------ |
| 2010      | Copa Confederación de la CAF | Preliminar | AS Adema | 2-1  | 0-0    | 2-1    |
| 2010      | Copa Confederación de la CAF | 1          | Simba SC | 0-3  | 1-2    | 1-5    |